# G. & S. Merz
 (janvier 2015).
Pour les articles homonymes, voir Merz.

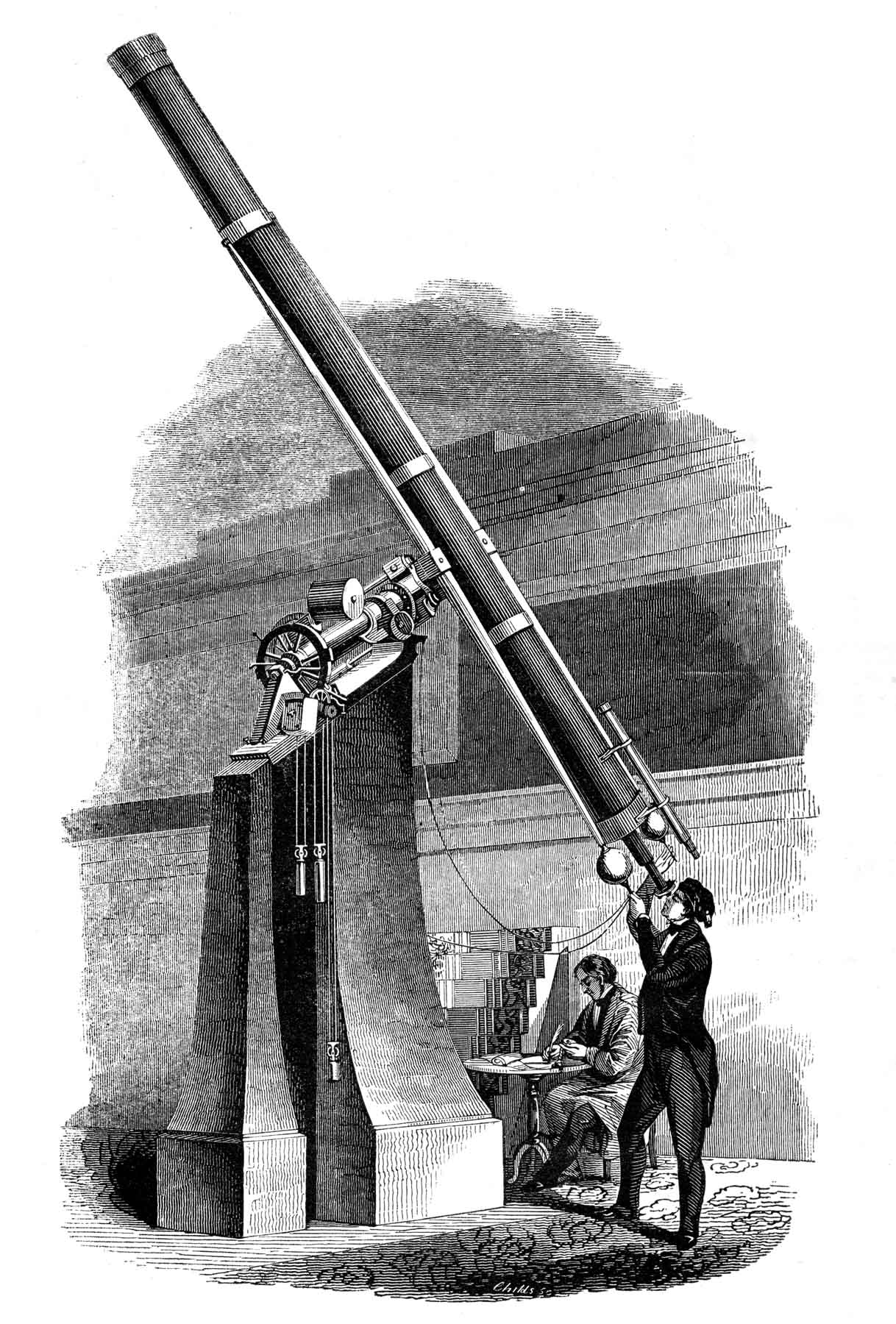
Lunette astronomique Merz und Mahler de 11 pouces (illustration tirée de Smith's Illustrated Astronomy, en 1848). Observatoire de Cincinnati.

La société allemande G. & S. Merz (« Georg und Sigismund Merz ») a été en activité (sous divers noms) de 1793 à 1867, et produisait des lunettes astronomiques. 

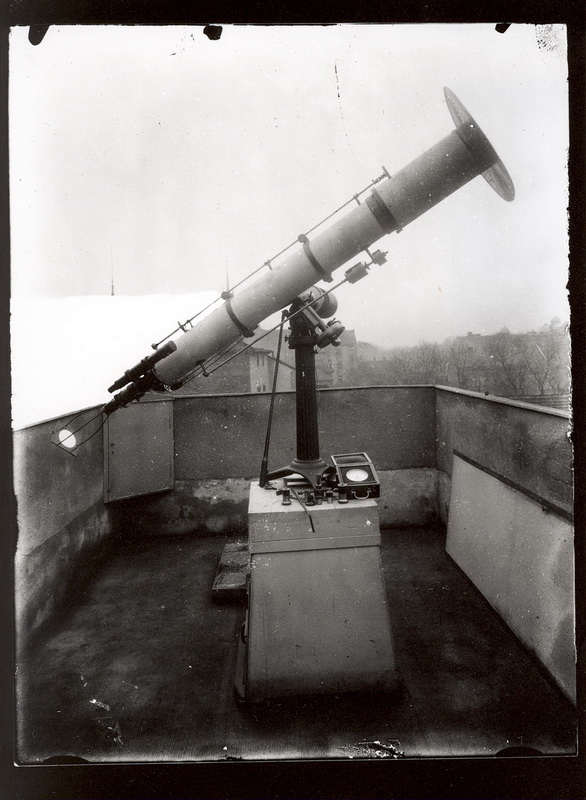
G. & S. Merz 160/1790 1912-1930.

Georg Merz, basé à Munich (1793-1867) et Joseph Mahler, reprirent en 1839 la société Utzschneider & Fraunhofer. À la mort de Mahler, Merz a continué l'affaire avec ses fils. Après 1858, la société a pris le nom de G. & S. Merz, et était alors l'un des fabricants allemands les plus renommés de microscopes, et d'instruments optiques et astronomiques de la seconde moitié du XIXe siècle, que l'on trouve dans plusieurs observatoires astronomiques dans le monde,,,,,,.

## Localisation
- L'observatoire astronomique de Quito.

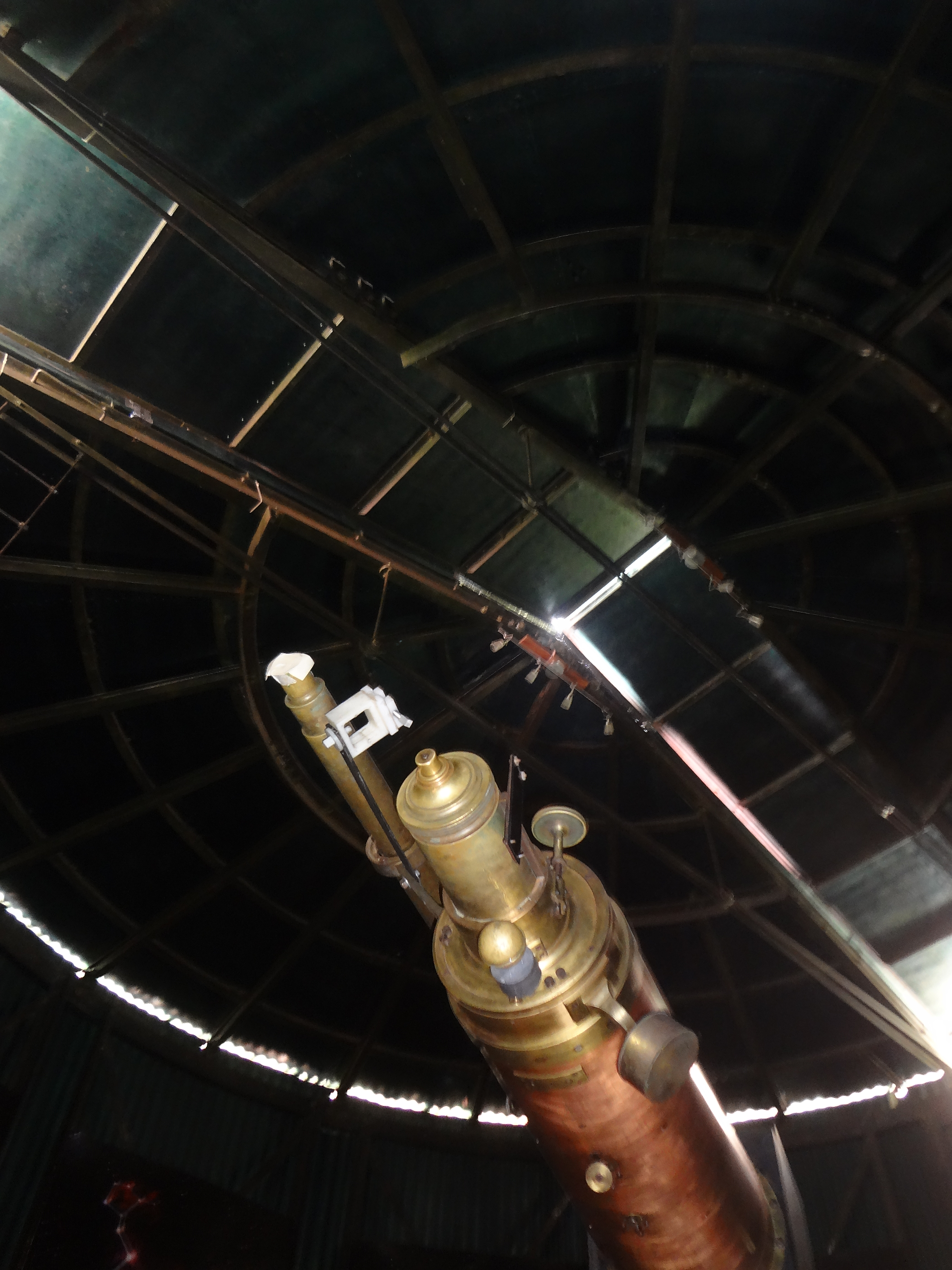
Lunette de G. & S. Merz de 1875, vue côté viseur.
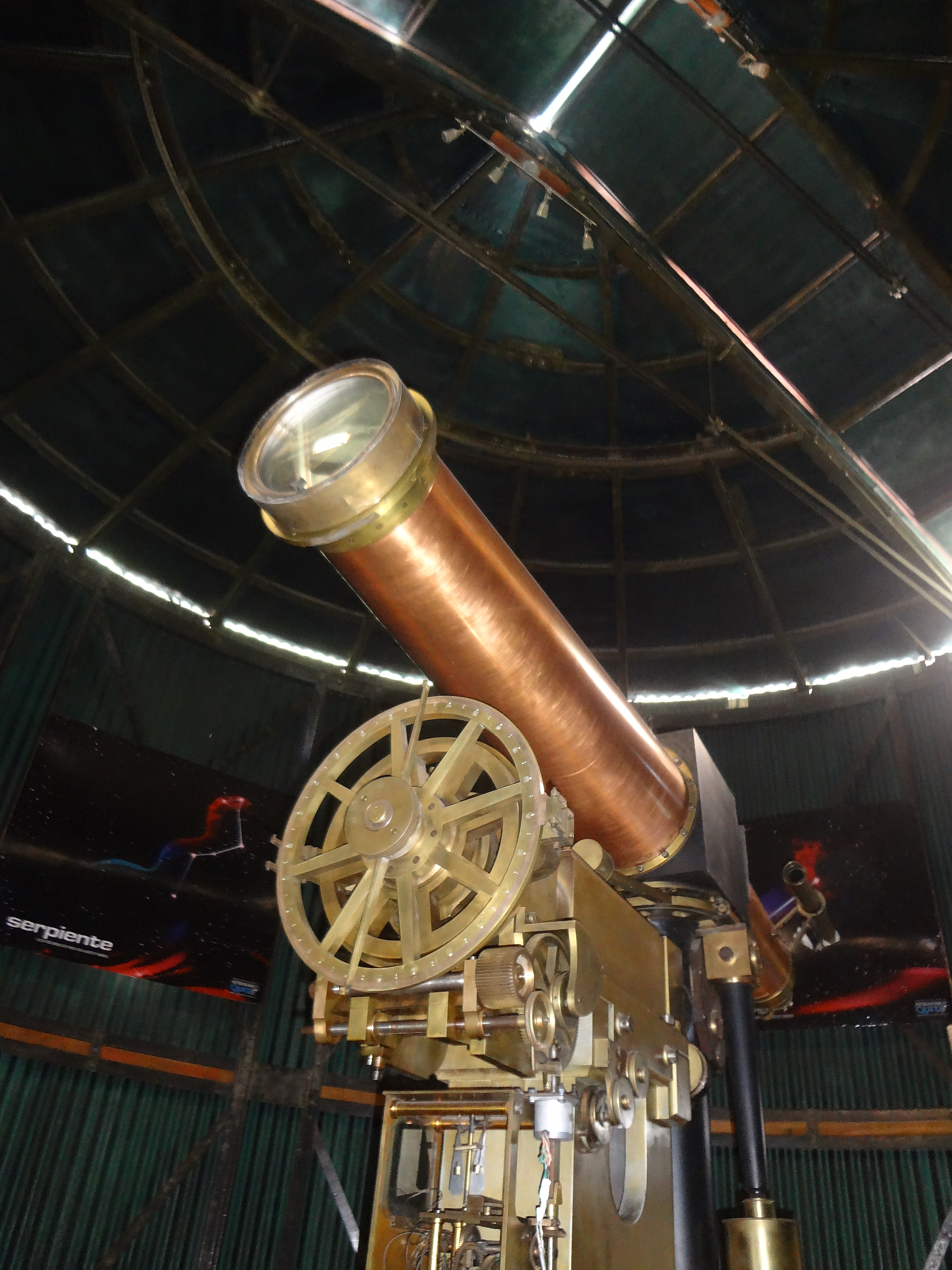
Vue côté objectif.
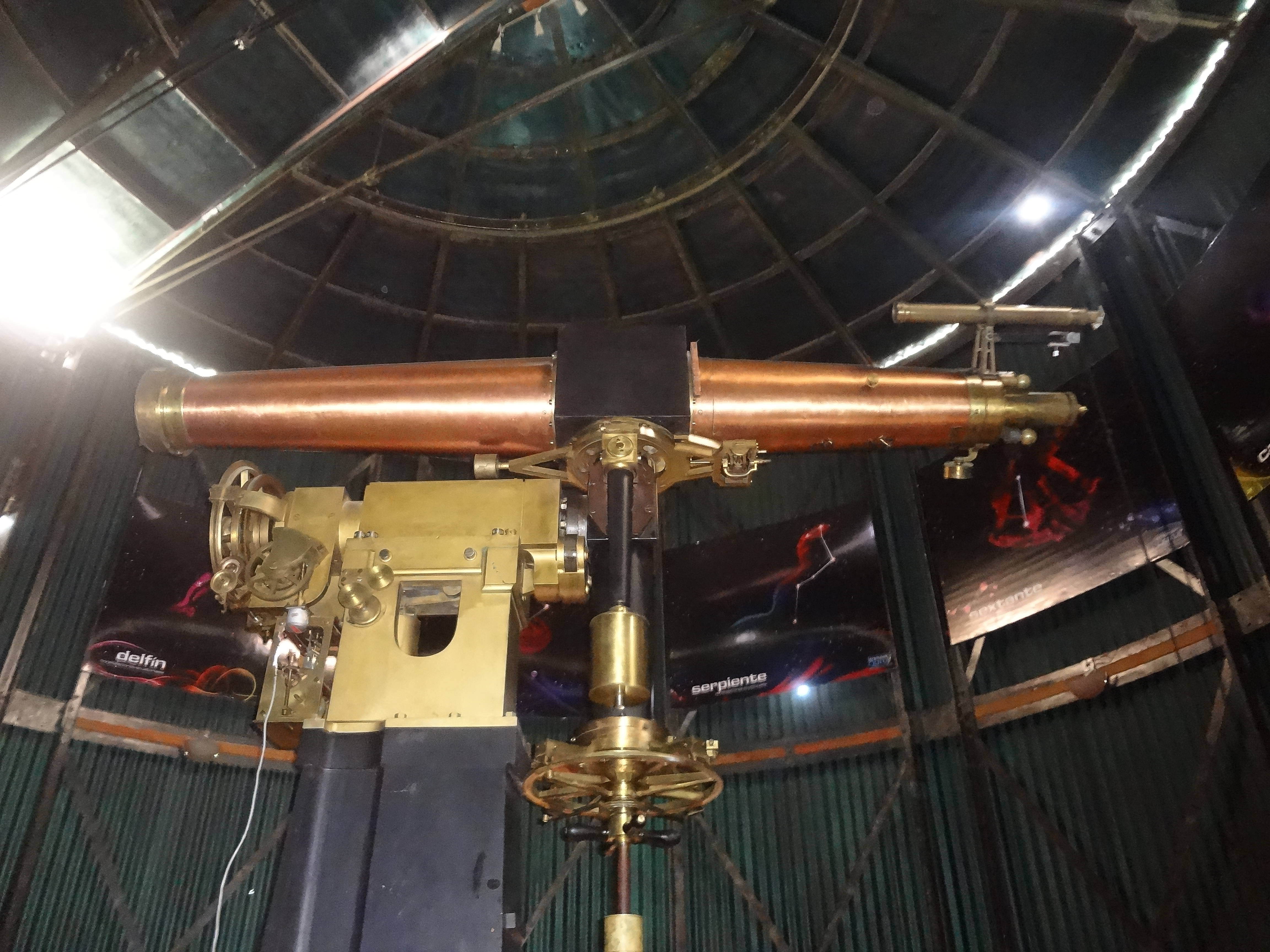
Vue latérale.

- L'observatoire de Sydney [11]abrite de son côté une lunette astronomique à monture équatoriale de 18 cm, construite par Jacob Merz entre 1860 et 1861.

- L'observatoire de Cincinnati[12] abrite une lunette astronomique de 28 cm, construite par Jacob Merz en 1845.

- L'observatoire royal de Greenwich[13] abrite pour sa part une lunette astronomique de 31,75 cm, construite par Jacob Merz en 1858.

- L'observatoire de Brera [14],[15], pour lequel le gouvernement italien a acheté en 1862 une lunette astronomique auprès de la société Jacob Merz, de 21,8 cm.